# Reggenza di Padang Lawas Settentrionale
La reggenza di Padang Lawas Settentrionale (in lingua indonesiana: Kabupaten Padang Lawas Utara) è una reggenza dell'Indonesia, situata nella provincia di Sumatra Settentrionale.